# Friedrich Schwally
Friedrich Zacharias Schwally (Butzbach, 10 agosto 1863 – Königsberg, 5 febbraio 1919) è stato un islamista tedesco.
Professore nelle Università di Strasburgo, Gießen e Königsberg, conseguì anche un dottorato e fu insignito dell'Ordine imperiale di IV classe (Cavaliere) dell'Aquila rossa.

## Biografia
Schwally nacque nell'appartamento paterno di Guldengasse 16 a Butzbach (Granducato d'Assia), da Georg Peter Schwally, originario di Wald-Michelbach, e Johannette Friederike Schwally, nata Schmidt. Ricevette il nome del padrino di battesimo, suo cugino Friedrich Zacharias Friedrich, un commerciante di Darmstadt.
A sei anni, alla morte di suo padre in un incidente ferroviario, Schwally frequentò la Volksschule e la Höhere Bürgerschule (scuola media comunale) a Butzbach. Dall'autunno del 1877 prese a frequentare il Ludwig-Georgs-Gymnasium di Darmstadt, che completò nell'autunno del 1883.
Per tre anni e mezzo studiò nella Gießen Universität, dal 1883/84 al 1886, Teologia e Orientalismo. Con l'apprezzato professore Bernhard Stade come suo relatore, Schwally completò il suo PhD in Studi vetero-testamentari a Giessen nell'estate del 1888. Pubblicò la sua tesi in quello stesso anno. Per un breve periodo, nell'estate dell'anno precedente (il 1887), aveva seguito i corsi del professor Theodor Nöldeke e del professor Julius Euting alla Kaiser Wilhelm Universität di Strasburgo, per approfondire le sue conoscenze filologiche. Questo suo primo incontro con il grande Nöldeke avrebbe avuto in futuro un profondo significato per la carriera orientalistica di Schwally.

## Docenza
Nel 1889 ottenne la licenza per insegnare Religione, Ebraico e Tedesco. Dall'estate del 1889 all'estate del 1890, Schwally insegnò nel Ludwig-Georgs-Gymnasium di Darmstadt, dove aveva studiato da giovane. Dopo ulteriori studi, ricevette il 23 ottobre 1891 la licenza in Teologia (Lic. Theol.) dall'Università di Gießen.
Tuttavia un evento di rilievo ostacolò la carriera di Schwally negli studi vetero-testamentari nelle facoltà di Teologia. Ciò avvenne in concomitanza col suo secondo dottorato (Dr. habil.) su un argomento dell'Antico Testamento, per il quale non ricevette l'approvazione dei suoi ultraconservatori esaminatori dell'Università di Halle. E ciò non perché il livello qualitativo della tesi di Schwally non fosse eccellente, ma perché non furono apprezzate le conclusioni e le implicazioni della sua tesi e della sua metodologia. Tale tesi fu comunque pubblicata come libro nel 1892.
L'amore di Schwally per le lingue semitiche lo portò nel 1892 all'Università di Strasburgo per diventare ancora una volta uno studente di quello che allora era lo studioso tedesco orientalista più prestigioso, il professor Theodor Nöldeke. Negli atenei tedeschi, l'Orientalistica si era sviluppata in discipline accademiche separate, afferenti alle varie facoltà di Filosofia. Si basava sulla conoscenza di lingue e culture di riferimento e alla più rigida metodologia scientifica storico-filologica per una corretta analisi dei testi.
Ottenendo nel 1893 la sua Dr Habil a Strasburgo, la prima posizione docente di Schwally in quell'ateneo fu, dal 29 aprile 1893, quella di libero docente (Privat-Dozent).  In seguito, nel 1898, fu promosso alla funzione di professore associato (Außerordentlicher Professor) in "Lingue semitiche" (Semitistica). Essa era la tradizionale progressione di carriera di un accademico nelle università tedesche.  Schwally rimase a Strasburgo fino al 1901, prima di assumere un insegnamento a Gießen, sempre come professore associato in "Lingue semitiche".
I suoi viaggi di studio al Cairo nella primavera del 1903 e del 1904, ogni volta per tre mesi, gli fruttarono una notevole capacità di approfondimento del suo studio sul testo coranico e anche un'ottima conoscenza dell'Islam dei suoi tempi. Anche all'epoca il Cairo era considerato il centro dell'erudizione islamica. Schwally studiò nella biblioteca di quella che si chiamava Università Khediviale e nella biblioteca della Moschea-università di al-Azhar. Prese lezioni private sulla metodologia della traduzione coranica e si dedicò allo studio della lingua egiziana e della cultura locale, vivendo in case arabe. Schwally sarebbe tornato ancora al Cairo nel 1912.
Nel 1906 gli fu offerto un posto di professore ordinario nella cattedra di Lingua araba di recente istituzione nell'Università islamica di Aligarh in India, ma egli declinò la proposta. Quello stesso anno vide la luce il suo Aegyptiaca, un saggio sulle vite dei moderni egiziani che costituiva il suo contributo ai due volumi dedicati dai suoi 86 discepoli al professor Nöldeke in occasione del suo 70º compleanno.

## Carriera universitaria
Il 1º agosto 1908 fu nominato Professore ordinario a Gießen. Effettuò un viaggio di vari mesi a Istanbul nell'estate del 1908, in un periodo in cui si ebbe la rivolta dei "Giovani Turchi", su cui egli scrisse una pubblicazione.
Il 1912 vide invece la pubblicazione di Letzte Krankheit, und Tod....., un contributo di Schwally (Volume II, Part 2) ai nove volumi sulla vita di Muḥammad di Eduard Sachau e di altri studiosi.
All'inizio del 1913 Schwally assunse la carica di Preside della Facoltà di Filosofia a Giessen, impegnò che si cumulò agli altri suoi normali doveri accademici.
Il 5 luglio 1913, il Kaiser lo insignì dell'onorificenza imperiale dell'Ordine dell'Aquila rossa (Classe IV). L'anno prima, nella primavera del 1912, il Professor Schwally intraprese un viaggio di studio attraverso l'Egitto, sul quale pubblicò un lavoro sugli aspetti dell'Egitto contemporaneo: Beitraege zur Kenntnis des Lebens der Mohammedanischen Staedter, Fellachen und Beduinen im heutigen Aegypten . All'incirca in quel periodo, Schwally divenne anche membro di una nuova associazione di studiosi dell'Islam contemporaneo - la Deutsche Gesellschaft für Islamkunde E.V. - recentemente fondata a Berlino dal Professor Martin Hartmann il 9 gennaio 1912.
Dal 1914 al 1919 Schwally fu Professore di Lingue semitiche nell'Università di Königsberg. Nel 1915 contribuì al libro per il 70º compleanno del Professor Eduard Sachau, con cui egli ebbe un lungo sodalizio di studio nell'ambito della cosiddetta "Scuola di Berlino". Schwally morì a Königsberg il 5 febbraio 1919 all'età di appena 55 anni. A quel tempo, la sua morte prematura fu attribuita a una preesistente patologia cardiaca di recente scoperta.
Schwally effettuò numerosi viaggi di studio, al Cairo, Alessandria d'Egitto, Damasco, Palmira, Gerusalemme, Beirut, Istanbul, Parigi, Londra, Leida. Del pari effettuò numerosi giri in Germania. Era una persona che amava l'aria aperta, con una spiccata gioia di vivere, che amava il nuoto, cavalcare e, in particolare viaggiare zaino in spalla. Schwally amava passeggiare in montagna e nelle regioni ricche di foreste della Germania, durante le vacanze. Oltre a ciò, Schwally era appassionato di linguistica e dello studio dei vari dialetti delle aree che percorreva.
Il suo matrimonio nel 1895 a Strasburgo con Ebba Kühnen, portò alla nascita di due figlie, Irene nel 1898 e Hildegard (Lilli) nel 1901. Un altro orientalista, il Professor Heinrich Zimmern,  sposò la sorella di Ebba, Hilda Kühnen, l'anno successivo (1896). La loro madre, Irene Kühnen nata Walouieff, una nipote del Primo ministro russo Peter Alexandrovich Walouieff (Valuev, Walujev, Valujev e altri modi ancora di traslitterare il cognome dal cirillico), si trasferì a Strasburgo dopo la morte di suo marito nel 1893. Il suggerimento di trasferirsi va attribuito alla sua amica Sophie Noeldeke, moglie del Professor Noeldeke.
A Strasburgo incontrò e divenne amico di Albert Schweitzer e Theodor Heuss, futuro Presidente della Repubblica tedesca. Uno dei libri di Schwally fu dedicato ai suoi due amici e grandi orientalisti e islamisti, Ignaz Goldziher di Budapest e Christiaan Snouck Hurgronje di Leida, con cui egli collaborò.  Alla morte di Schwally, il Professor Paul Kahle, successore di Schwally nell'Università di Giessen, scrisse un accorato necrologio di 5 pagine che fu pubblicato sulla rivista specialistica tedesca Der Islam nel 1920.

## Influenza sugli studi
Schwally è noto in particolare per la sua seconda edizione del capolavoro islamistico della "Storia del Corano" (Geschichte des Qorans) del suo Maestro, Th. Nöldeke, in cui egli riversò tutta la sua grande dottrina. Numerosi orientalisti, tra cui Rudy Paret (m. 1968), considerano quest'opera la parola definitiva sull'argomento. Più recentemente, Hans Küng (2004, 2008) ha sottolineato l'importanza fondamentale di tale lavoro.
I 3 volumi della II edizione della Geschichte des Qorans seguirono un lungo e tortuoso cammino editoriale. Nöldeke fu avvicinato dal suo editore nel 1898 perché consegnasse una nuova e ampliata edizione del suo lavoro (la prima edizione era uscita in tedesco nel 1860 ed era basata su un saggio vincitore di una competizione libraria francese). A causa della sua età assai avanzata, Nöldeke chiese allora a Schwally di assumersi quell'onore e quell'onere, dandogli piena libertà di introdurvi gli studi in proposito portati a compimento da Schwally. Il volume 1, Über den Ursprung des Korans, fu pubblicato nel 1909. Dopo la morte di Schwally nel febbraio del 1919, suo cognato, il Professor Heinrich Zimmern, con l'assistenza editoriale del Professor August Fischer, consegnò i manoscritti del volume 2 di Schwally, Die Sammlung des Korans, all'editore di Lipsia.

Gotthelf Bergsträsser, successore non meno prestigioso di Schwally a Königsberg, continuò l'impresa e rivide magistralmente il volume Volume 3. Quando Bergsträsser morì nel 1933 in un incidente di montagna in Baviera quanto mai sospetto, Otto Pretzl che era il miglior discepolo di Bergsträsser, proseguì l'opera fino alla sua pubblicazione finale nel 1938. La sesta ristampa di questo tomo, complessivamente di 837 pagine, è stato messo a disposizione degli studiosi dall'editore statunitense Olms nel 2008.  L'opera fa parte del patrimonio librario praticamente di tutte le università in possesso di fondi orientalisitici. La Konrad Adenauer Foundation ha pubblicato una nuova traduzione in lingua araba della II edizione nel 2004, a Beirut, il Taʾrīkh al-Qurʾān, a opera di Georges Tamer. Prima di ciò, una traduzione turca della II edizione è stata curata da Muammer Sencer sotto il titolo Kur'an tarihi, edita da Ilke Yayinlari a Istanbul nel 1970.
Il successivo meritorio contributo agli studi di Schwally furono i suoi lavori sulle Ṭabaqāt al-kubrā di Ibn Sa'd, pubblicati a Berlino.
Schwally ha pubblicato numerosi lavori anche su temi vetero-testamentari, di Ebraistica di Lingua aramaica e di carattere islamistico, in un'opera sulla Guerra santa. La sua monografia del 1901, Der heilige Krieg im alten Israel, fu il primo studio completo sull'argomento, che fece seguito al primo lavoro di Julius Wellhausen e a quelli di alcuni altri studiosi. Oltre a pubblicazioni di antichi testi, Schwally pubblicò anche sull'Islam a lui contemporaneo. La sua opera del 1912, Beitraege zur Kenntnis des Lebens de Mohammedanischen Staeder, Fellachen und Beduinen im heutigen Aegypten e l'articolo giornalistico del 1916 Der heilige Krieg des Islams in religionsgeschichtlicher und staatsrechtlicher Beleuchtung ne sono degli esempi. Contribuì inoltre con suoi articoli di politica internazionale a quotidiani quali il Frankfurter Zeitung.

## Opere
- Die Reden des Buches Jeremia gegen die Heiden, Wilhelm Keller, Gießen, 1888 (tesi di PhD a Giessen)
- "Das Buch Ssefanja, eine historische-kritische Untersuchung", su: ZAW, 10 N. 1 (1890), pp. 165–240 (Libro di Zephaniah)
- Das Leben nach dem Tod nach den Vorstellungen des Alten Israel und des Judentums einschließlich des Volksglaubens im Zeitalter Christi: eine biblische Untersuchung, Ricker, Gießen, 1892 (tesi di D. Habil a Halle)
- Idioticon des Christlich Palästinischen Aramäisch, Ricker, Gießen, 1893 (tesi di D. Habil a Strasburgo)
- Kultur des alten Orients, 1896
- Ibraham ibn Muhammed el-Baihaqi Kitab el Mahdsin val Masdwi, Leipzig, 1899–1902
- "Einige Bermerkungen zum Buche Hiob", su: ZAW 20 N. 1 (1900), pp. 44–48 (Libro di Giobbe)
- Semitische Kriegsaltertümer: Der heilige Krieg im alten Israel, Weicher, Leipzig, 1901
- Kitab al-mahasin vai-masavi, herausgegeben von Friedrich Schwally mit Unterstützung der königl. Preussischen Akademie der Wissenschaften, Ricker, Gießen, 1902
- Bernhard Stade, The books of Kings; critical edition of the Hebrew text, Hinrichs, Leipzig, 1904 (Schwally ae numerosi altri contribuirono a questo libro)
- Die biblischen Schöpfungsberichte, B.G. Teubner, Leipzig, 1906
- "Aegyptiaca", in Theodor Noeldeke zum Siebzigsten Geburtstag (2. März 1906) gewidmet, edited by Carl Bezold, LIV e 1187 pagine in due volumi, Giessen, A. Toepelmann, 1906
- Geschichte des Qorans von Theodor Nöldeke, (Zweite Auflage bearbeitet von Friedrich Schwally), Teil 1: Über den Ursprung des Qorans, Weicher, Leipzig, 1909
- Unpolitische Briefe aus der Türkei, Gedanken über die Zukunft der Türkei, Frankfurter Zeitung, Nr. 133 vom 15. Mai 1910 (insieme a Martin Hartmann)
- "Biographien Muhammeds", Letzte Krankheit, Tod und die Bestattung Muhammeds nebst Trauergedichten ueber ihn. Biographen der Kenner des Kanonischen Rechts und des Korans, die zu Lebzeiten des Propheten und in der folgenden Generation in Medina gewirkt haben, Band II: Teil 2, Brill, Leiden, 1912 (parte della serie di 9 volumi 1905-1940, Eduard Sachau et al.)
- Beiträge zur Kenntnis des Lebens der Mohammedanischen Städter, Fellachen und Beduinen im heutigen Ägypten, Heidelberg, 1912
- "Betrachungen ueber die Koransammlung des Abu Bekr, 321-325", in Festschrift Eduard Sachau; zum siebzigsten Geburtstage gewidmet von Freunden & Schulern, Weil, Gotthold & Sachau, Eduard, Georg Reimer, Berlin, 1915
- Der heilige Krieg des Islam in religionsgeschichtlicher und staatsrechtlicher Beleuchtung, Internationale Monatsschrift für Wissenschaft, Kunst und Technik, Bd. 10, pp. 688–713, Berlin, 1916
- Geschichte des Qorans von Theodor Nöldeke (Zweite Auflage bearbeitet von Friedrich Schwally), Teil 2: Die Sammlung des Qorans, Weicher, Leipzig, 1919